# 蒲家墩遗址
蒲家墩遗址，位于中国青海省海东市乐都区高庙镇蒲家墩村，为第二批青海省文物保护单位，公布日期为1957年12月13日，类型为古遗址。
蒲家墩遗址的历史年代为马厂类型、齐家文化。